# 史密斯威森M629 V競賽型左輪手槍
史密斯威森M629 V競賽型（英語：Smith & Wesson Model 629 V-Comp）是一款由美国槍械公司史密斯威森旗下的性能中心以史密斯威森M629（史密斯威森M29的不鏽鋼底把版本）為藍本研製及生產的6發式“N型底把”雙動操作式競賽、休閒射擊及個人防護用途左輪手槍，發射火力強大的.44 Remington Magnum雷明登馬格南或火力相對較弱的.44 S&W特種彈這二種子彈。

## 概述
史密斯威森M629 V競賽型左輪手槍具有一根在前端設有可拆卸式補償器的101.6毫米（4英吋）槍管，以及6發彈巢。整把左輪手槍是以不鏽鋼底把製成，使用了大部份都具有消減防眩眩光的啞光黑色外觀，而彈巢、鍍鉻擊錘、鍍鉻扳機（連後部扳機阻）、槍管以及補償器則保留著不鏽鋼表面的雙色調表面。槍機為經由史密斯威森性能中心調整的槍機。它亦配備了一個防滑合成物料手槍握把以便緊握。

## 資料來源
- （英文）—Manfacturer: Smith & Wesson （页面存档备份，存于）—Model 629 V-Comp

## 外部連結
- （英文）—Smith & Wesson 629 V-Comp Revolver 170137, 44 Remington Mag, 4.25 in, Synthetic Grip, Matte Stainless Finish, 6 Rd （页面存档备份，存于）
- （英文）—Georgia Gun Store.com—S&W 629PC 44MAG 4.25" V-COMP[永久]
- （英文）—GunGunsGuns.net—Smith & Wesson Model 629 V-Comp （页面存档备份，存于）
- （英文）—Gun Digest.com—Handgun Review: Smith & Wesson Model 629 V-Comp Performance Center （页面存档备份，存于）
- （英文）—Guns & Ammo.com—S&W 629 V-Comp .44 Magnum （页面存档备份，存于）
- （英文）—Tactical-Life.com—Reinventing the Wheel: 10 Elite Revolvers From Smith & Wesson （页面存档备份，存于）